# Herb Szprotawy
Herb Szprotawy – jeden z symboli miasta Szprotawa i gminy Szprotawa w postaci herbu.

## Wygląd i symbolika
Herb przedstawia umieszczony w błękitnym polu fragment murów obronnych z dwiema srebrnymi basztami po bokach, na których stoją dwaj trębacze. Wewnątrz murów srebrna budowla z czerwonym dachem reprezentuje zamek książęcy. Na murze obronnym widnieje złota tarcza herbowa z czarnym dolnośląskim orłem, którego zdobi przepaska na piersi, a ponad tarczą hełm prętowy z czarno – złotym pawim ogonem.

## Historia
Herb wiąże się z powstaniem i rozwojem miasta na przełomie wieków. Miejski herb przedstawia fragment fortyfikacji miejskich z dwiema srebrzystymi bramami wjazdowymi po bokach (Bramy Żagańska i Głogowska). Wewnątrz murów miejskich widoczna jest wysoka budowla z czerwonym dachem, nie jest to ratusz ani wieża kościelna, a Szprotawski zamek książęcy. Na murze obronnym widnieje złocista herbowa tarcza z czarnym dolnośląskim orłem, którego ozdobą jest biała przepaska na piersiach, a ponad tarczą hełm prętowy z czarno-złotym pawim ogonem, który znalazł się w herbie szprotawskim w 1597 roku za pozwoleniem cesarza i króla czeskiego Rudolfa II Habsburga.
W herbie często spotyka się błąd, polegający na niewłaściwym kolorze przepaski na piersiach (złota zamiast białej), co jest niezgodne z tradycją przedstawiania dolnośląskiego orła. Taki błędny herb znalazł się na ścianie Biura Obsługi Klienta Urzędu Miejskiego w Szprotawie.